# زوج همسایه
زوج همسایه (انگلیسی: The Couple Next Door) که با نام زن همسایه به فارسی ترجمه شد، یک رمان مهیج رازآلود نوشتهٔ شاری لاپنا است که  که در سال ۲۰۱۶ منتشر شده و در لیست پرفروش‌ترین کتاب‌های سال قرار گرفت.